# 小行星627
小行星627（627 Charis）是一颗围绕太阳公转的小行星。1907年3月4日，奧古斯特·科普夫在海德堡描述了此天体。
該小行星以希腊神话中体现人生所有美好事物的美惠三女神总称卡里忒斯命名。
这颗小行星的绝对星等为9.95等。

## 相关條目
- 小行星列表/10001-11000

## 外部連結
- Asteroid Lightcurve Database (LCDB) （页面存档备份，存于）, query form (info （页面存档备份，存于）)
- Dictionary of Minor Planet Names, Google books
- Discovery Circumstances: Numbered Minor Planets (10001)-(15000) （页面存档备份，存于） – Minor Planet Center
- 小行星627 at AstDyS-2, Asteroids—Dynamic Site
  - Ephemeris · Observation prediction · Orbital info · Proper elements · Observational info
- NASA JPL小天體瀏覽器上的小行星627

| 前一小行星： 小行星626 | 小行星列表 | 後一小行星： 小行星628 |